# サオ・コン・キャオ・インタレン
サオ・コン・キャオ・インタレン （Sao Kawng Kiao Intaleng、1875 - 1935年）は、ケントゥン藩（現ミャンマー・シャン州チャイントン県）のソーボワである。
マンラーイ直系子孫であるケントゥン藩王家に生まれ、1896年に兄の跡を継ぎソーボワ（藩王）に即位した。開明的な領主とされ、1903年デリー・ダーバー訪問から帰還後、1905年にケントゥンにコロニアル様式の西洋風宮殿を築いた。サオ・コン・キャオ・インタレンには、6人の夫人との間に、19人の子女がいた。